# Rocky Romero
John R. Rivera  (nacido el 28 de octubre de 1982) es un luchador profesional cubano y un artista marcial mixto conocido por su nombre de Rocky Romero. Rivera es bien conocido por su mandato como la cuarta encarnación de Black Tiger y por sus logros como luchador por parejas. Fue miembro de equipos como The Havana Pitbulls, No Remorse Corps, Forever Hooligans y Roppongi Vice. 
Rivera hizo su debut en el ring el 13 de septiembre de 1997 y durante años interpretó a varios personajes diferentes, incluido el enmascarado personajes como Havana Brother I, Black Tiger y Gray Shadow y ha luchado extensamente en México en el Consejo Mundial de Lucha Libre (CMLL) y en la Asistencia Asesoría y Administración (AAA) y en Japón que trabaja actualmente principalmente para New Japan Pro-Wrestling (NJPW). En los Estados Unidos, es más conocido por su trabajo con Ring of Honor (ROH) y fue uno de los luchadores destacados de Lucha Libre USA.
Entre sus logros como luchador individual, fue 3 veces Campeón Mundial de Peso Ligero del CMLL, una vez Campeón Peso Pesado Junior de la IWGP y una vez Campeón Mundial Peso Pesado Junior de la NWA. También fue el Campeón Mundial de CWE, de la empresa Costa Rica Wrestling Embassy.
En la división en parejas, ha sido tres veces Campeón Mundial en Parejas de ROH y un récord de ocho veces Campeón Peso Pesado en Parejas de la IWGP.

## Carrera

### Inicios (1997-2007)
Rivera hizo su debut como luchador en 1997, usando el nombre de Rocky Romero. Fue entrenado por Antonio Inoki en NJPW Dojo en Los Ángeles. Su carrera lo ha llevado a través de promociones en la región del sur de California a México, donde compitió exitosamente por el Consejo Mundial de Lucha Libre (CMLL), la promoción de lucha más antigua del mundo, y en Japón donde ha trabajado especialmente en New Japan Pro-Wrestling (NJPW), donde fue elegido para convertirse en la cuarta encarnación de Black Tiger, el bandido gaijin oponente de Tiger Mask (en este caso Tiger Mask IV).

### Consejo Mundial de Lucha Libre (2004-2008)
A fines de 2003, Romero comenzó a trabajar para el Consejo Mundial de Lucha Libre, utilizando el nombre de "Hermano de La Habana I", se asociaría con el Hermano de La Habana II y Hermano de La Habana III para formar un equipo de tres personas conocido como Los Hermanos de La Habana . más tarde Los Habana hermanos comenzó a trabajar como Rocky Romero, muchacho de Pinoy y Bobby Quance respectivamente.
El 12 de septiembre, Romero se convirtió en la primera vez Campeón Mundial de Peso Ligero del CMLL después de derrotar a Volador Jr. en una final de torneo. El 14 de noviembre, Virus derrotado Romero para ganar el campeonato, lo que indica la salida de Los Havana Brothers por el momento. A fines de 2004, Romero regresó sorpresivamente a CMLL y derrotó a Virus para recuperar el campeonato. Después de la victoria en el título dejó CMLL de nuevo, de vez en cuando defendiendo el campeonato en el sur de California. En 2005, el luchador local Tommy Williams ganó el Campeón Mundial de Peso Ligero del CMLL, pero Romero lo recuperó en enero de 2006. En ese momento el campeonato se volvió inactivo, sin mencionarlo.
A principios de 2008, Romero regresó a CMLL y comenzó a trabajar bajo el nombre "Grey Shadow", un truco enmascarado, sin abrir CMLL, reconociendo que era Romero bajo la máscara. No se dieron referencias oficiales a su pasado con CMLL, ni ninguna mención al hecho de que Romero fue Campeón Mundial de Peso Ligero del CMLL.

### Ring of Honor (2005-2010)

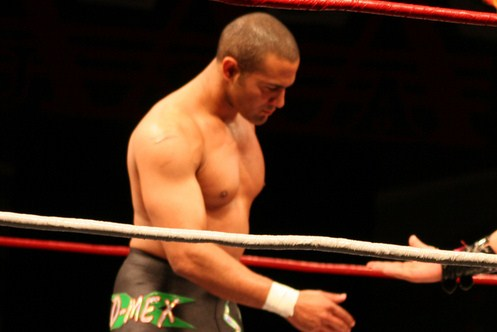
Romero en marzo de 2009.

La exposición principal de Romero en Estados Unidos llegó cuando era la mitad del equipo de etiqueta de los pitbulls de La Habana , con su compañero Ricky Reyes, en Ring of Honor, donde él y Reyes establecieron un récord del reinado más largo como ROH Tag Team Champions en 196 días, un registro que mantuvieron hasta 2005 cuando fue eclipsado por el equipo de Austin Aries y Roderick Strong. Mientras estaba en ROH, él y Reyes también eran miembros del stable de Homicide, The Rottweilers . Abandonó la empresa a finales de 2005 para concentrarse en trabajar en Japón.
Regresó el 26 de enero de 2007 al derrotar a Davey Richards. La noche siguiente, Romero se separó de su compañero de toda la vida, Reyes, en medio de un combate contra los The Briscoe Brothers. El 31 de marzo, Romero fue presentado como el miembro más nuevo de No Remorse Corps. Romero y el nuevo compañero de stable Davey Richards perdieron contra Jack Evans y Naruki Doi. Rocky Romero ha estado de gira con Noah recientemente y actualmente se está asociando con Atsushi Aoki en la NTV Jr Heavyweight Cup. También hizo su debut con la nueva promoción de Antonio Inoki, la Federación Inoki Genome derrotando a El Blazer. El 26 de enero de 2008, Romero se asoció con Davey Richards y derrotó a los equipos de The Age of the Fall (Tyler Black y Jimmy Jacobs), Austin Aries y Bryan Danielson, y Brent Albright y BJ Whitmer en un combate Ultimate Endurance para capturar el mundo Tag Team Championship.

### Asistencia Asesoría y Administración (2008-2010)
El 5 de octubre de 2008, Romero saltó de CMLL a la promoción rival Asistencia Asesoría y Administración (AAA). Hizo su debut sorpresa en la grabación televisiva de la promoción en Puebla, Puebla, y fue anunciado como miembro de la D-Generation MEX de Sean Waltman en el show.
El 4 de julio de 2010, Romero se volvió heel y se unió a La Legión Extranjera en su lugar. Sin embargo, solo cuatro días después, se informó que Romero había abandonado AAA, luego de que la compañía le pidiera un recorte salarial.

### New Japan Pro-Wrestling (2010-presente)

#### 2010-2011
El 12 de octubre de 2010, New Japan Pro-Wrestling anunció que Romero volvería a la promoción en noviembre, formando equipo con Davey Richards en la Super J Tag League, como miembro del stable heel Chaos. El torneo de cinco días terminó el 13 de noviembre, con Romero y Richards ganando su bloqueo y avanzando a la final, donde fueron derrotados por sus compañeros del equipo de Chaos Jado y Gedo. 
El 3 de mayo de 2011, Romero y Richards desafiaron sin éxito a Prince Devitt y Ryusuke Taguchi por el Campeonato Peso Pesado Junior en Parejas de la IWGP. El 10 de octubre de 2011, en Destruction'11, Romero y Richards derrotaron a Devitt y Taguchi en una revancha para ganar el IWGP Junior Heavyweight Tag Team Championship por primera vez. Romero y Richards hicieron su primera defensa exitosa del título el 12 de noviembre en Power Struggle, derrotando al equipo de Kushida y Tiger Mask. El 23 de diciembre, Romero retó sin éxito a Prince Devitt por el Campeonato Peso Pesado Junior de la IWGP.

#### 2012
El 4 de enero de 2012, en Wrestle Kingdom VI, Romero y Richards perdieron el Campeonato Peso Pesado Junior en Parejas de la IWGP de regreso a Devitt y Taguchi. Sin cuerpo de remordimientos recuperó el título de Apollo 55 el 12 de febrero en The New Beginning. El 2 de mayo, Romero y Richards fueron despojados del Campeonato Peso Pesado Junior en Parejas de la IWGP, después de problemas de viaje forzaron a Richards a perderse el evento Wrestling Dontaku del día siguiente, donde los dos debían defender el título contra Jushin Thunder Liger y Tiger Mask. Romero pronto se reunió con su antiguo compañero de la AAA, Alex Koslov. El 22 de julio, el equipo, denominado "Forever Hooligans", derrotó a Liger y Tiger Mask para ganar el Campeonato Peso Pesado Junior en Parejas de la IWGP. Romero y Koslov hicieron su primera defensa exitosa del título el 26 de agosto en un evento de la Federación de Lucha Libre de Sacramento (SWF) en Gridley, California , derrotando al equipo de AJ Kirsch y Alex Shelley. Forever Hooligans hizo su segunda defensa exitosa del título el 8 de octubre en King of Pro-Wrestling, derrotando a los Time Splitters (Alex Shelley y Kushida). El 21 de octubre, Forever Hooligans participaron en el Torneo de Super Jr. Tag 2012 , derrotando a Jushin Thunder Liger y Tiger Mask en su primer combate de la ronda. El 2 de noviembre, Romero y Koslov fueron eliminados del torneo en las semifinales por Apollo 55. El 11 de noviembre en Power Struggle, Forever Hooligans perdió el Campeonato Peso Pesado Junior en Parejas de la IWGP ante los ganadores del Super Jr. Tag Tournament, Time Splitters, terminando su reinado a los 112 días. 

#### 2013
El 3 de mayo de 2013, en Wrestling Dontaku, Romero y Koslov recuperaron el título de Time Splitters.  Perdieron el título de Suzuki-gun (Taichi y Taka Michinoku) el 14 de octubre en King of Pro-Wrestling. El 27 de julio de 2013, Romero y Koslov, regresaron a ROH, a través de la estrecha relación de trabajo de NJPW, y derrotaron a reDRagon (Bobby Fish & Kyle O'Reilly) para convertirse en los nuevos Campeonato Mundial en Parejas de ROH. Perdieron el título de The American Wolves (Davey Richards y Eddie Edwards) en su primera defensa el 3 de agosto.  El 20 de septiembre en Death Before Dishonor XI, los Forever Hooligans derrotaron a los American Wolves en una revancha para retener el Campeonato Peso Pesado Junior en Parejas de la IWGP.

#### 2014-2015
Durante la primera mitad de 2014, Forever Hooligans recibió varios golpes nuevos en el Campeonato Peso Pesado Junior en Parejas de la IWGP, celebrado por The Young Bucks (Matt & Nick Jackson), pero fueron derrotados cada vez, incluso en un Triple Threat Match, que también involucra a los Time Splitters, el 10 de mayo en Global Wars, un evento especial coproducido por NJPW y ROH en Toronto. Forever Hooligans se separó en enero de 2015, cuando Koslov anunció que estaba tomando un descanso indefinido de la lucha libre profesional. El 1 de marzo, Romero reveló que él y Trent Baretta estaban formando un nuevo equipo llamado Roppongi Vice. El 5 de abril en Invasion Attack, el equipo capturó el Campeonato Peso Pesado Junior en Parejas de la IWGP de The Young Bucks. Perdieron el título de regreso a The Young Bucks el 3 de mayo en Wrestling Dontaku.

#### 2016
A principios de 2016, se informó que WWE estaba interesado en contratar a Romero como entrenador y luchador. Sin embargo, el 9 de enero, Romero anunció que había firmado un nuevo contrato de dos años con NJPW. El 10 de abril en Invasion Attack, Roppongi Vice derrotó a Matt Sydal y Ricochet para ganar el Campeonato Peso Pesado Junior en Parejas de la IWGP por segunda vez. Perdieron el título de vuelta a Sydal y Ricochet el 3 de mayo en Wrestling Dontaku. El 5 de noviembre en Power Struggle, el Vicepresidente de Roppongi derrotó a ACH y Taiji Ishimori en la final para ganar el Torneo de Super Jr. Tag 2016.

#### 2017-presente
El 4 de enero de 2017, en Wrestle Kingdom 11, Roppongi Vice derrotó a The Young Bucks para ganar el Campeonato Peso Pesado Junior en Parejas de la IWGP por tercera vez juntos. Individualmente, Romero estableció un nuevo récord al ganar el título por séptima vez. Perdieron el título de Suzuki-gun (Taichi y Yoshinobu Kanemaru)) en el 45 aniversario de NJPW show el 6 de marzo, antes de recuperarlo el 27 de abril. Perdieron el título ante The Young Bucks el 11 de junio en Dominion 6.11 in Osaka-jo Hall. El 2 de julio en el G1 Special in USA, Roppongi Vice desafió sin éxito a los Young Bucks por el título en una revancha. Después, Romero trajo un plan de cinco años que él y Beretta habían hecho tres años antes, que incluía ganar el Campeonato Peso Pesado Junior en Parejas de la IWGP y el Torneo de Etiqueta de Super Jr., los cuales ya habían hecho, así como los de Beretta. eventual transición a la división de peso pesado. Al no haber podido recuperar el Campeonato Peso Pesado Junior en Parejas de la IWGP, Romero le dio a Beretta su bendición para pasar a la división de peso pesado, desbandando efectivamente al Vicepresidente de Roppongi. Su combate de despedida de Roppongi Vice tuvo lugar el 16 de septiembre en Destruction in Hiroshima , donde derrotaron a Bullet Club (Chase Owens & Yujiro Takahashi).
Más tarde ese mismo día, Romero anunció que estaba haciendo la transición al papel de gerente y trajo un nuevo equipo llamado "Roppongi 3K" para enfrentarse a los Campeones Peso Pesado Junior en Parejas de la IWGP Ricochet y Ryusuke Taguchi. El 9 de octubre en King of Pro-Wrestling, Romero reveló a su nuevo equipo como Sho y Yoh , quienes derrotaron a Ricochet y Taguchi para convertirse en los nuevos Campeones Peso Pesado Junior en Parejas de la IWGP.
Actualmente, Romero posee el Campeonato Mundial de CWE de Costa Rica Wrestling Embassy.

### All Elite Wrestling (2021-presente)
En el episodio del 24 de mayo de 2021 de AEW Dark: Elevation, como parte de la relación continua entre All Elite Wrestling (AEW) y New Japan Pro-Wrestling, Romero hizo su debut para promoción derrotando a JD Drake. Después del combate, Romero se reunió brevemente con su excompañera de Roppongi Vice, Beretta, mientras salvaba a Romero de un ataque de Ryan Nemeth, Peter Avalon y Cezar Bononi mientras sonaba su tema musical y se abrazaban en el ring. Romero también luchó en un combate individual contra Bryan Danielson en el episodio del 10 de noviembre de 2021 de AEW Dynamite. 

### Impact Wrestling (2021-2022)
En Bound for Glory el 23 de octubre de 2021, Romero hizo una aparición no anunciada como participante en el combate Call Your Shot Gauntlet, que no pudo ganar ya que fue eliminado por Rohit Raju. En el episodio del 28 de octubre de Impact!, Romero no pudo ganar el Campeonato de la División X de Impact de manos de Trey Miguel. En 2022, Romero regresó para un partido contra Eddie Edwards que no pudo ganar. 

### Regreso a Impact Wrestling (2023-presente)
El 30 de marzo de 2023, Rocky Romero hizo su regreso a Impact Wrestling cuando se enfrentó a Trey Miguel, Clark Connors, Frankie Kazarian, Kevin Knight y Rich Swann en una lucha Six-way Scramble en Impact Wrestling Multiverse of Matches del año 2023 por el Campeonato de la División X de Impact, pero una vez más no tuvo éxito ya que Trey Miguel permaneció en la cima por segunda vez cuando se puso en juego el Campeonato de la División X de Impact en un partido en el que él y Romero estaban involucrados.

## En lucha
- Movimientos finales
  - Como Rocky Romero
    - Ankle lock
    - Diablo Armbar (Cross armbar)
    - Foreign Devil / Gargoyle (Diving double knee drop)[1][2]
    - High speed roundhouse kick to the head of a seated or kneeling opponent
    - Kurayaminoten / Kurayami Piledriver (Cradle kneeling reverse piledriver)[3][4]
    - Nomisugi Knee (Running knee strike)[5][6]

  - Como Black Tiger
    - Black Tiger Bomb (Sitout crucifix powerbomb)
    - Kneeling reverse piledriver
    - Tiger suplex
- Movimientos de firma
  - Fisherman's suplex
  - Double underhook DDT
  - Exploder suplex
  - Fireman's carry double knee gutbuster
  - Fujiwara armbar
  - Guillotine choke
  - High knee, sometimes from the top rope
  - Multiple corner clotheslines
  - Octopus stretch
  - Running shiranui
  - Sitout double underhook powerbomb
  - Springboard dropkick to an opponent draped on the top rope
  - Springboard tornado DDT
  - Tilt-a-whirl headscissors takedown
- Con Alex Koslov/Davey Richards
  - Contract Killer (Inverted Death Valley driver (Koslov/Richards) / Springboard knee drop (Romero) combination)[7] (NJPW)
- Con Baretta
  - Strong Zero (Cradle back-to-belly piledriver (Baretta) / Diving double foot stomp (Romero) combination)[8]
- Con Ricky Reyes
  - Cuban Missile Crisis (Backbreaker (Reyes) / Diving knee drop (Romero) combination)
- Luchaores manejados
  - Roppongi 3K (Sho & Yoh)
- Apodos
  - "Azucar"
  - "Darkness' Trickster"[9]
  - "Mr. Forever"

## Campeonatos y logros
- Championship Wrestling From Hollywood
  - UWN Television Championship (1 vez)

- Consejo Mundial de Lucha Libre
  - Campeonato Mundial de Peso Ligero del CMLL  (3 veces)
  - Campeonato Mundial Histórico de Peso Welter de la NWA (1 vez)

- Costa Rica Wrestling Embassy
  - Campeonato Mundial de CWE (1 vez)

- Dramatic Dream Team
  - Ironman Heavymetalweight Championship (2 veces)

- Empire Wrestling Federation
  - EWF Tag Team Championship (5 veces) – con Ricky Reyes[10][11]

- International Wrestling Council
  - IWC Tag Team Championship (1 vez)[10]

- Major League Wrestling
  - MLW World Middleweight Championship (1 vez)

- Millennium Pro Wrestling
  - MPW Tag Team Championship (1 vez) – with Ricky Reyes[10]

- National Wrestling Alliance
  - NWA World Junior Heavyweight Championship (1 vez)

- New Japan Pro-Wrestling
  - IWGP Junior Heavyweight Championship (1 vez)
  - IWGP Junior Heavyweight Tag Team Championship (8 veces) – con Davey Richards (2), Alex Koslov (2) y Beretta (4)
  - Best of the American Super Juniors (2006)
  - Super Junior Tag Tournament (2016) – con Beretta

- Ring of Honor
  - ROH World Tag Team Championship (3 veces) – con Davey Richards (1), Alex Koslov (1) y Ricky Reyes (1)
  - Trios Tournament (2005) – con Homicide y Rick Reyes[12]

- SoCal Uncensored
  - Tag Team of the Year (2001) with Ricky Reyes[13]

- Toryumon
  - Young Dragons Cup Tournament (2004)[14]

- Ultimate Pro Wrestling
  - UPW Tag Team Championship (1 vez) – con Ricky Reyes[10]

- WrestleCircus
  - Big Top Tag Team Championship (1 vez) – con Beretta[15]

- Pro Wrestling Illustrated
  - Situado en el Nº11 en los PWI 500 de 2002[16]
  - Situado en el Nº96 en los PWI 500 de 2003[17]
  - Situado en el Nº153 en los PWI 500 de 2004[18]
  - Situado en el Nº146 en los PWI 500 de 2005[19]
  - Situado en el Nº181 en los PWI 500 de 2006[20]
  - Situado en el Nº37 en los PWI 500 de 2007[21]
  - Situado en el Nº108 en los PWI 500 de 2008[22]
  - Situado en el Nº141 en los PWI 500 de 2009[23]
  - Situado en el Nº254 en los PWI 500 de 2010[24]
  - Situado en el Nº291 en los PWI 500 de 2011[25]
  - Situado en el Nº237 en los PWI 500 de 2012[26]
  - Situado en el Nº358 en los PWI 500 de 2013[27]
  - Situado en el Nº117 en los PWI 500 de 2014[28]
  - Situado en el Nº103 en los PWI 500 de 2015[29]
  - Situado en el Nº103 en los PWI 500 de 2016[30]
  - Situado en el Nº84 en los PWI 500 de 2017[31]